# 花鱸鯉
花鲈鲤（学名：Percocypris regani），Tchang于1935年命名，俗名花鱼。為輻鰭魚綱鯉形目鯉科的其中一種，在中国，分布于抚仙湖、南盘江等，多见于湖中敞水区。该物种的模式产地在云南抚仙湖。

## 扩展阅读
維基物種上的相關：花鲈鲤